# 膠州灣 (日本)
膠州灣（日语：〔〕／），或称日屬膠州灣、日占青島，是大日本帝國於1914年第一次世界大戰青島戰役至1922年期間軍事佔領並管治膠州灣租借地的時期，包含膠東半島之膠州灣（膠澳）周邊地區。行政中心（首府總督府）位於青島。1922年12月10日，中華民國正式收回膠州灣。

## 歷史

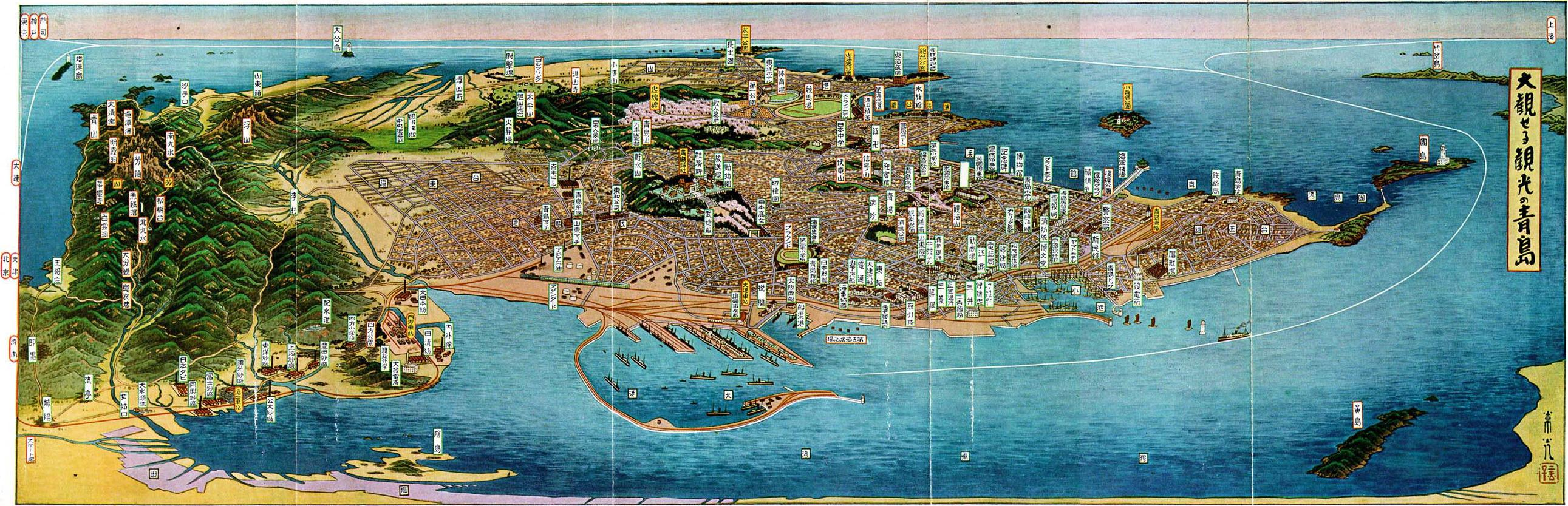
日佔时期青岛风光概览图

1914年夏，第一次世界大戰日本對德國宣戰出兵膠州灣租借地，發起青島戰役，於11月7日佔領了青島地區，並透過《二十一條》對其進行軍事統治。日本承襲了德國租借地的領土範圍，並在11月26日設立了隸屬於天皇的守備軍司令部。 隨後，數萬日本移民湧入青島，並進行了大規模投資，包括九大紗廠等，這使青島成為東亞重要的輕紡工業基地。 
1919年1月，巴黎和會承認了日本在膠州灣地區的權益，這事件引發了五四運動。1922年2月4日的華盛頓會議上中日兩國簽訂《解決山東懸案條約》；1922年12月10日，中華民國正式收復膠州灣。但日本在山東仍保留許多經濟和政治特權，為1928年國民革命軍北伐期間發生的五三慘案埋下了隱患。
1938年1月10日，日本基于1937年德縣路事件第二次攻佔了青島市，设立青島市治安維持會，隶属于日本軍政府支持的中華民國臨時政府。随后，1939年1月成立青島特別市公署。1939年6月，执行「大青島市都市計劃」，将山東省即墨縣、膠縣划为青島市即墨區和膠州區，截至1940年統計，青島市陸域面積達到6,052.39平方千米。

## 郵政

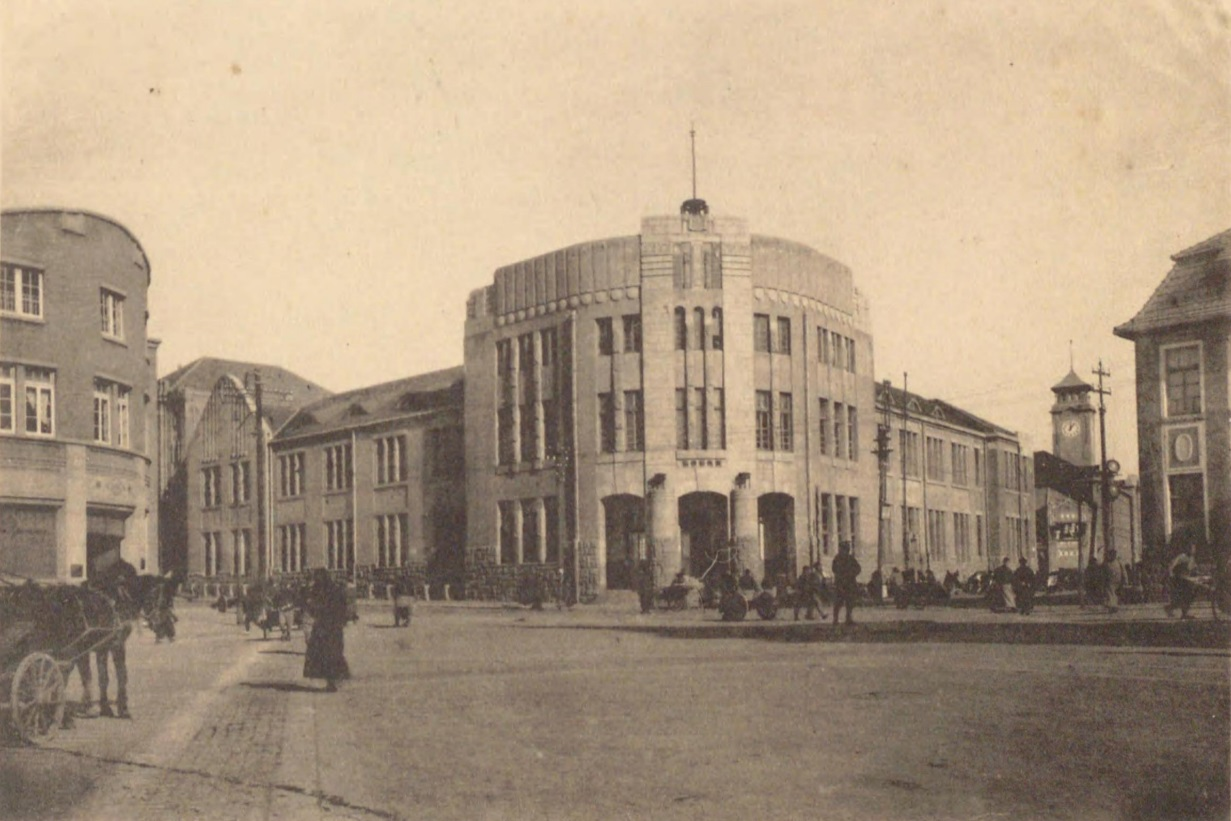
建于第一次日据时期的青岛邮便局

1914年，青島设立了一级邮局。在日本占领时期，接管了德国的邮政设施，设立了战地邮局，并自行制定邮资并发行邮票。1917年9月（一说1918年11月），日军野战邮便局改组为青岛邮便局，由日本陆军青岛守备军民政署递信部管辖。1918年4月10日建设新的邮便局大楼，1919年4月25日竣工。1920年1月30日，青岛守备军司令部正式宣布将青岛邮便局迁往新址。至1922年，青岛邮便局已在青岛市区设立分支机构13处，在胶济铁路沿线设立分支机构16处。

## 醫療

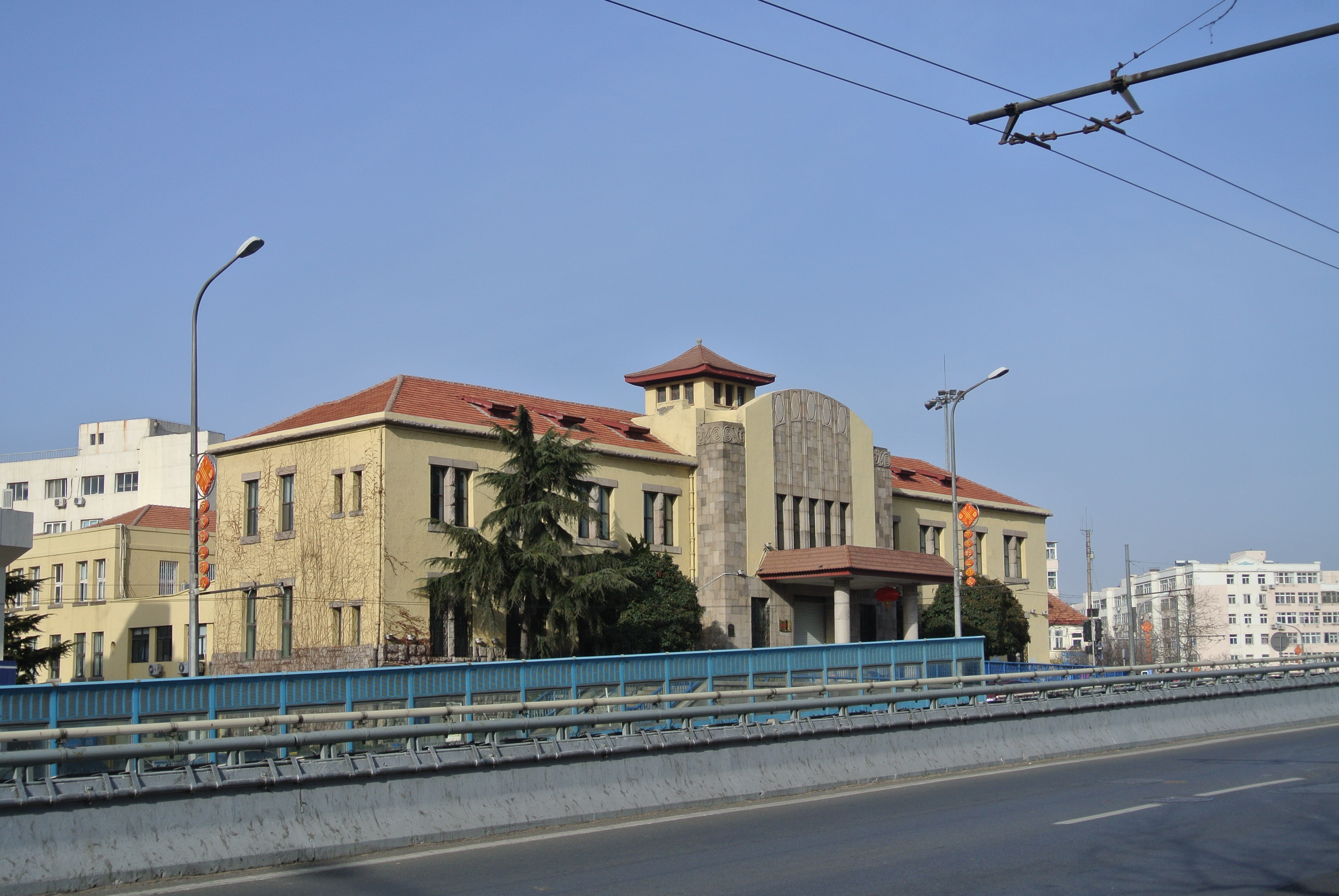
建于第一次日据时期的普济医院旧址，现为青岛市市立医院所使用

1908年，德国在青岛西镇建立了青岛检疫所，日本接管青岛后在原址附近新建了青岛传染病医院。解放后，该医院更名为青岛台西医院（现为青岛市第五人民医院）。

## 宗教

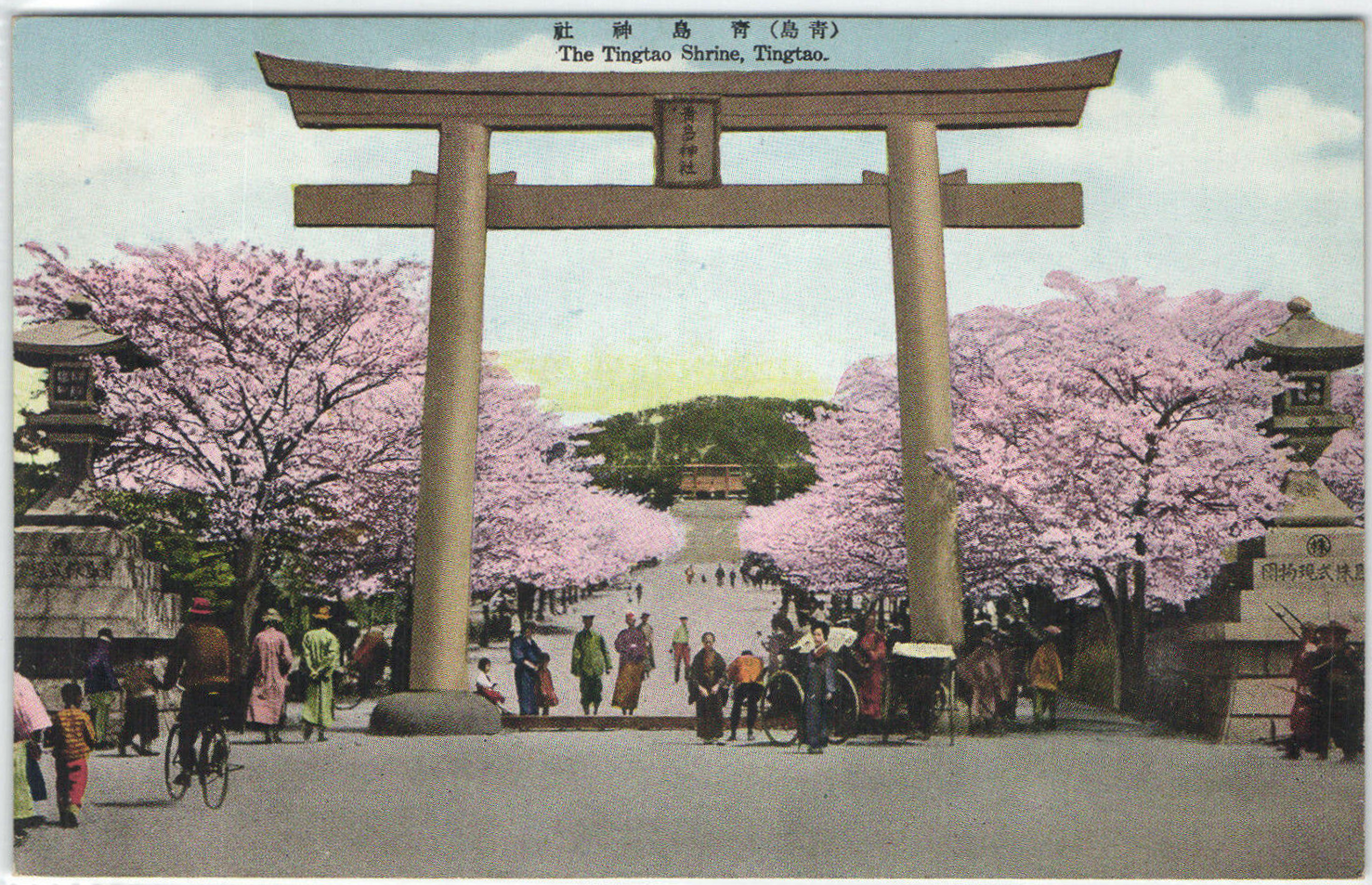
青岛神社大鸟居

日本神道随同日本移民和军人传入青岛，建立了“青岛神社”等一些供奉场所，战后均被毁。
在1915年1月，日本陆军青岛守备军做出了設立青島神社的決定。1916年2月，這座神社選址於若鶴山。。當地居民通稱這座神社為「日本大廟」，並將所在山稱為「大廟山」。1916年5月，日本守备军将神社设计工作交由内务省神社局，技师加护谷祐太郎主持设计工作，並於1919年11月7日，即日本占領青島五周年之際，舉行了鎮座祭。1920年2月，神社大鳥居正式建成。每年10月7日，神社举行大祭。历经谈判，中国政府在1922年12月10日收回了青岛。根據中日雙方簽訂的協定，青島神社、忠魂碑及日本人墓地由青島日本居留民團負責維護管理，同時也明確禁止破壞這些歷史文物。

## 市政

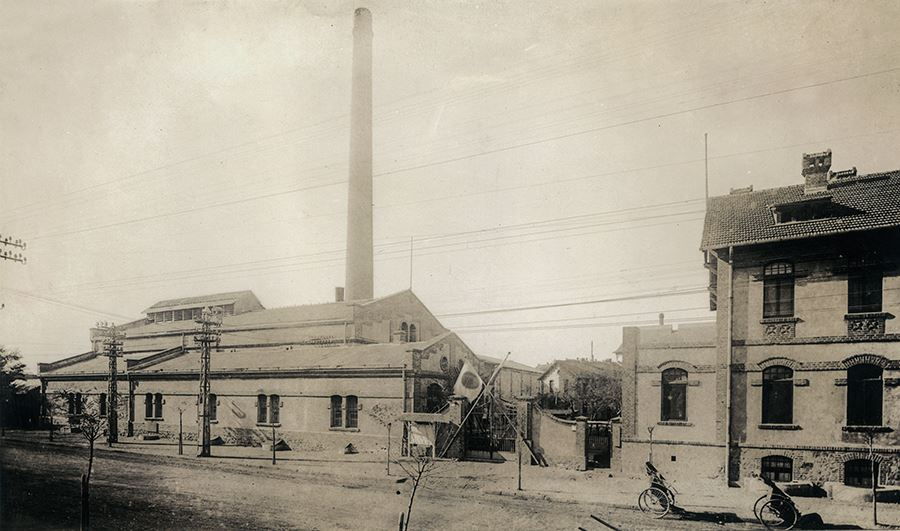
第一次日占时期的青岛发电所

截至1922年，市区道路增加至230条。电灯整理委员会接管了青岛电灯厂，随后更名为青岛发电所。

## 金融

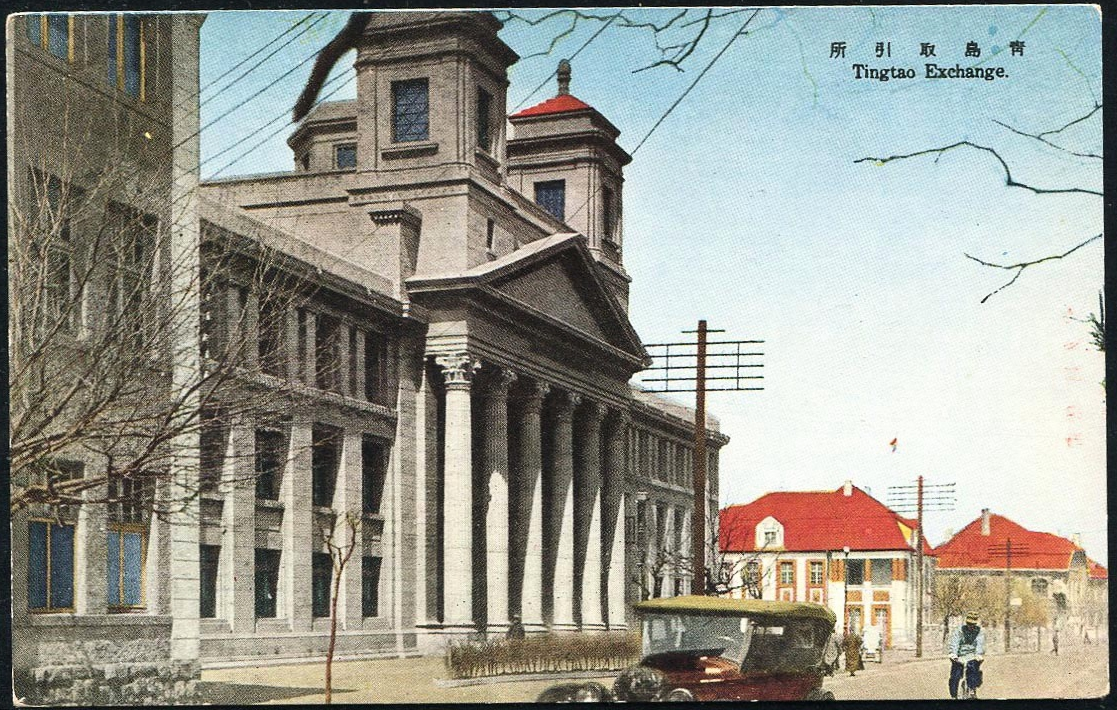
青岛取引所大楼旧明信片

许多日本资金的银行开始建立。1920年，青岛迎来了首家股票交易所——青岛取引所。

## 科学

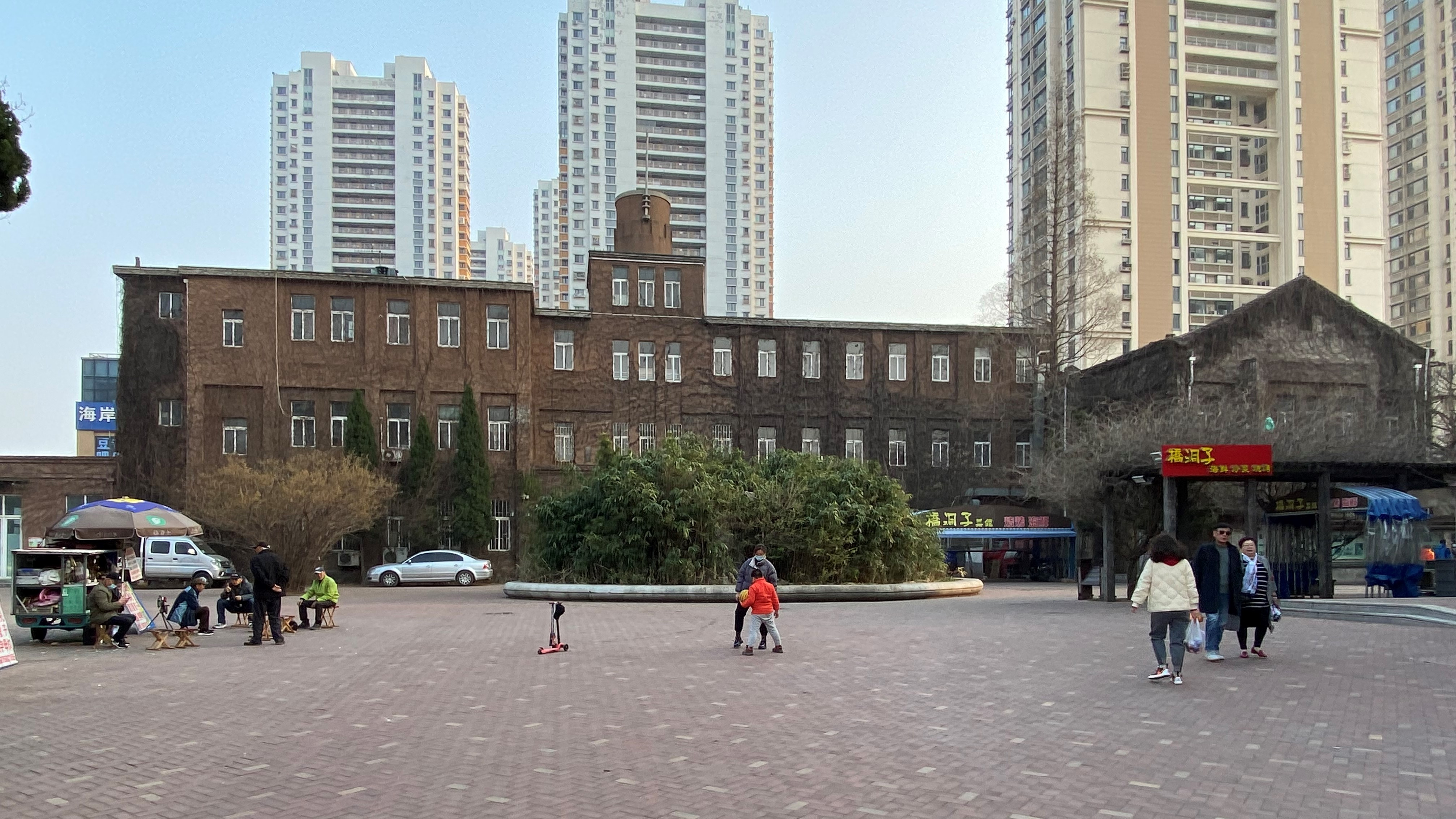
建造于第一日据时期的青岛大康纱厂旧址，解放后改称为“国营青岛第一棉纺织厂”。

青岛开始采用西方现代纺织技术兴办轻纺工业，同时本土工业也逐渐借助西方科技实现了发展。

## 建築
建立了一些医院和学校，例如青岛医院和普济医院。在四方、沧口等地建立了若干纺织厂，同时华商还建立了华新纱厂。在大鲍岛北侧的馆陶路建设了日式风格的住宅区，一层为商铺，二层为住宅；同时在台西镇北侧和大鲍岛南侧建立了中国风格的庭院式住宅，同时在四方、沧口工业区建立了简易工人宿舍。

## 財政
最初合并了地方财政和军方收入的统算，后来进行了分开管理。

## 貿易
在日本占领时期，对外贸易主要是与日本展开的。